# ویلانل
ویلانل (انگلیسی: Villanelle) که به نام ویلانسک نیز شناخته می‌شود، از لاتین و ایتالیایی گرفته شده است و یک قالب شعری نوزده سطری است که از پنج ترست و به دنبال آن یک رباعی تشکیل شده است.